# Tess dei d'Urberville (miniserie televisiva)
Tess dei d'Urberville (Tess of the D'Urbervilles) è una miniserie televisiva britannica diretta da David Blair e tratta dal romanzo omonimo scritto da Thomas Hardy nel 1892. 
Prodotta dalla BBC, è stata trasmessa nel Regno Unito dal 14 settembre al 5 ottobre 2008 sulla rete BBC One. In Italia è andata in onda in prima visione dal 7 giugno 2015 su La EFFE.

## Trama
Marlott, Inghilterra, 1891: Tess Durbeyfield è una giovane ragazza di campagna che scopre troppo presto di discendere da una nobile famiglia di ceppo normanno che la catapulterà in un lungo ed estenuante viaggio fino alla dimora dei nuovi ricchi d'Urberville. Tess viene accolta in modo ambiguo dal giovane ed affascinante Alec Stoke D'Urberville, primogenito dei signori D'Urberville, che si innamora di lei in modo ossessivo. Alec è contrario al fatto che Tess faccia parte della famiglia, ma la assume comunque a lavorare nella sua proprietà, dove cerca in ogni modo di far colpo su di lei. La giovane però sembra rifiutarlo ed è infastidita dallo suo strano comportamento.
Una sera, Tess litiga con altre cortigiane, gelose delle continue attenzioni del padrone nei suoi confronti. In quel momento, Alec si presenta a cavallo e la invita ad allontanarsi dalle altre e le promette di riaccompagnarla a casa. Lungo la strada, Tess si rende conto che Alec non vuole portarla a casa, ma in una foresta isolata. Il giovane le confessa il suo amore, ma Tess è arrabbiata con lui. Quando lui le promette di cercare un posto sicuro e la invita ad addormentarsi, Tess accetta. Durante la notte, Tess si accorge troppo tardi delle cattive intenzioni di Alec che la stupra nella foresta.
Al mattino, Tess capisce di essere incinta e successivamente dà alla luce il figlio di Alec. Successivamente va a lavorare al caseificio di Talbothay, dove la gente non sa nulla della sua storia. Qui incontra Angel, il figlio di un predicatore con tendenze alla ribellione che sta imparando a fare l'agricoltore nonostante la sua famiglia non approvi. Lui e Tess si innamorano e si sposano, ma Angel è turbato alla scoperta di ciò che lei ha passato con Alec e fugge in Brasile per andare lontano e riflettere. Dopo la partenza di Angel, Tess incontra periodi difficili, si sposta lavorando in posti diversi, cosa che è dura e poco conveniente.
Alec ritorna e le promette una vita sicura, Tess rifiuta di avere a che fare con lui fin quando la morte del padre lascia la famiglia senza casa e Alec fornisce loro un posto dove vivere nella sua proprietà, a patto che Tess viva con lui come una moglie.Angel ritorna dal Brasile per scoprire che Tess vive con Alec, lei riesce a vedere ora come Alec l'abbia usata e abusata, litigano, lei lo uccide e poi scappa via con Angel e passano qualche giorno insieme, fuggiaschi, prima che Tess venga catturata (viene trovata addormentata nel cuore della notte con Angel accanto, presso una delle pietre di Stonehenge, con un significato molto simbolico) e portata sul luogo dell'esecuzione.
Chiede ad Angel di prendersi cura al suo posto della sorella minore, Liza, come moglie, dopo la sua morte; la scena finale vede due figure allontanarsi dalla cittadina dell'esecuzione e fermarsi un attimo, prostrati, a Stonhenge, mentre una cupa bandiera nera viene issata a valle. Sono Angel e Liza, dolenti ombre nella nebbia.